# Saint-Hyacinthe (district électoral du Canada-Uni)
Pour les articles homonymes, voir Saint-Hyacinthe (homonymie).
Circonscription électorale provinciale du Canada
Saint-Hyacinthe est un district électoral de l'Assemblée législative de la province du Canada.

## Liste des députés
| Années | Années      | Député               | Affiliation                     |
| ------ | ----------- | -------------------- | ------------------------------- |
|        | 1841 - 1842 | Thomas Boutillier    | Canadien-français antiunioniste |
|        | 1844 - 1848 | Thomas Boutillier    | Canadien-français               |
|        | 1848 - 1851 | Thomas Boutillier    | Canadien-français               |
|        | 1851 - 1854 | Louis-Victor Sicotte | Libéral                         |
|        | 1854 - 1858 | Louis-Victor Sicotte | Libéral                         |
|        | 1858 - 1861 | Louis-Victor Sicotte | Bleu                            |
|        | 1861 - 1863 | Louis-Victor Sicotte | Bleu                            |
|        | 1863 - 1863 | Louis-Victor Sicotte | Bleu                            |
|        | 1863 - 1867 | Rémi Raymond         | Bleu                            |